# Giusto Pio
Giusto Pio (Castelfranco Veneto, 11 gennaio 1926 – Castelfranco Veneto, 12 febbraio 2017) è stato un violinista, compositore, arrangiatore, direttore d'orchestra e pittore italiano.
È noto per il lungo sodalizio con Franco Battiato; dalla collaborazione con quest'ultimo infatti nascono grandi successi come Centro di gravità permanente, L'era del cinghiale bianco, Voglio vederti danzare, Il vento caldo dell'estate, Alexanderplatz (grande successo composto dai due per Milva), Cuccurucucù, I treni di Tozeur (portata all'Eurofestival da Battiato in coppia con Alice), Per Elisa (vincitrice del 31º Festival di Sanremo), Radio Varsavia; e ancora Un'estate al mare (grande successo composto per Giuni Russo), Bandiera bianca, No Time No Space, Messaggio ecc.
Giusto Pio affiancherà Franco Battiato per oltre vent'anni ricoprendo a seconda dei casi ruoli diversi: da quello dell'autore, a musicista, arrangiatore o direttore d'orchestra. Sono circa duecento i brani composti dal duo Battiato-Pio, ai quali si sommano brani arrangiati e orchestrati, che complessivamente ammontano ad oltre 30 dischi, che spaziano tra le sonorità e i generi più diversi, dalla musica pop alla new wave, dalla musica classica a quella sperimentale.

## Biografia

### La formazione e gli anni in RAI
Figlio del capo ufficio tecnico della Fervet, trascorre l'infanzia a San Floriano, frazione di Castelfranco Veneto. Il padre, tra i primi della provincia ad acquistare una radio, infonde in Giusto Pio la passione per la musica, che coltiva studiando solfeggio e violino. Allo scoppiare della guerra è renitente alla leva, ma negli ultimi anni del conflitto viene arruolato nell'Organizzazione Paladino, costituita da giovani manovali col compito di riparare i danni provocati dai bombardamenti.
Nel 1947 si diploma in violino e composizione al Conservatorio Benedetto Marcello di Venezia, sotto la guida del violinista Luigi Ferro e, per la composizione, di Gian Francesco Malipiero. Tre anni dopo, vince un concorso di ammissione e diventa violino di concertino dell'Orchestra Sinfonica Nazionale della RAI di Milano, guidata a quel tempo da Cinico Angelini. Pio si trasferisce quindi nel capoluogo lombardo, dove abiterà fino al 1988. Nel novembre 1952 sposa Maria Bottari, da cui avrà i due figli Stefano e Giulietta.
All'attività in RAI affianca la partecipazione a complessi cameristici dal repertorio medievale e rinascimentale (Letitiae Musicae) e barocco (Complesso Strumentale Italiano, Symposium Musicum Milano), formati insieme a musicisti come Rinaldo Tosatti, Giuseppe Magnani e i fratelli Riccardi, Tito e Riccardo. In queste formazioni suona strumenti d'epoca, tra cui la viella, la ribeca e la lira da braccio. Nel 1953 vince con il Giovane Quartetto di Milano una borsa di studio dell'Accademia Nazionale di Santa Cecilia e il Concorso internazionale di Ginevra. Durante il suo soggiorno a Ginevra ha l'occasione di suonare nel castello di Merlinge alla presenza della principessa Maria José.
Prende parte in qualità di turnista alle incisioni di canzoni per molti cantanti pop degli anni '50 e '60, tra cui Luciano Tajoli, Claudio Villa, Nilla Pizzi, Tony Dallara, Modugno, Celentano e Mina. Registra anche alcuni dischi di musica classica e jazz, come Concerti Grossi di Francesco Geminiani, Quartetto Creolo di Livio Cerri e Cantate ed arie di Alessandro Stradella.

### Il sodalizio con Battiato e il passaggio alla musica leggera
A metà degli anni '70 comincia a dare lezioni di violino al musicista d'avanguardia Franco Battiato, presentatogli dal pianista Antonio Ballista. I due diventano in breve tempo amici, accomunati da uno stesso modo di intendere la musica. Entrambi provano una certa avversione verso la rigidità degli schemi che si applicano nell'interpretazione della musica classica. Fra le prime collaborazioni del duo si ricorda il singolo di Ombretta Colli Pop Star/La solfa del destino, nel quale seppur non accreditati su disco, collaborano agli arrangiamenti, musiche e testi. Nello stesso periodo producono l'album Juke Box, in cui Pio suona nei brani Martyre Cèleste e Telegrafi. Pio comincia anche a esibirsi dal vivo con improvvisazioni al violino in coppia con Battiato, eseguendo composizioni come Nevrastenia. Nel confrontare queste nuove esperienze con le precedenti in ambito orchestrale, Giusto Pio afferma: «Il triste del far musica consiste nel suonare quello che vogliono gli altri, quando vogliono gli altri, come vogliono gli altri. Qui invece suono quello che voglio io, quando voglio io, come voglio io. Là mi considerano solo se sbaglio, stecco, non intono, fischio. Qui la gente ascolta quello che ho da dire. Non mi sembra di essere un acrobata del circo equestre che per il piacere degli altri cammina su un filo ed ha paura di cadere.»
Per diversi anni, Battiato e Pio saranno in strettissima collaborazione, componendo, arrangiando e registrando insieme quasi tutti i progetti a cui prendono parte. I due condivideranno anche l'interesse per la dottrina filosofico-esoterica di Gurdjieff, appresa da Pio con la frequentazione di corsi tenuti a Milano da Henri Thomasson. In quegli anni Pio e Battiato realizzarono un disco, tuttora inedito, al cui progetto partecipò anche Juri Camisasca, sotto la produzione di Angelo Carrara, menzionato come International Cigarettes, che avrebbe avuto la seguente track-list:
1. Telegram
2. Berliner luft
3. Market tanz
4. Lied
5. Für Chopin
6. Klar
7. Karnaval

Lied e Klar diventeranno, rispettivamente, e con non molte differenze, “Halley” e “Capitano Nemo“, inseriti nell'LP Note pubblicato nel 1987. Il disco non vide mai la luce, probabilmente a causa dello scarso interesse dimostrato dalle case discografiche. Nel 1978 il duo produce il 33 giri di Affredo Cohen Come barchette dentro un tram, mentre l'anno successivo compongono Valery (archetipo di Alexanderplatz, poi affidata e portata al successo da Milva) e Roma. Sempre nel 1978 Battiato e Pio curano gli arrangiamenti dello spettacolo teatrale di Giorgio Gaber, Polli d'allevamento, mentre nei primi mesi del 1979 esce Motore immobile, primo album in studio di Pio, caratterizzato dallo stile sperimentale e meditativo tipico delle sue esibizioni dal vivo di quel periodo. Battiato e Pio tentano un approccio in prima persona alla musica leggera con il singolo Adieu/San Marco, pubblicando il disco col falso nome "Astra" sulla cui copertina è presente una foto del figlio di Giusto Pio, Stefano, studente di violino a La Fenice di Venezia, incaricato poi di partecipare a tutte le iniziative promozionali collegate al disco. Adieu verrà interpretata col nome Canterai se canterò da Catherine Spaak e infine da Milva col titolo Una storia inventata, portandola al successo.

Nel settembre 1979, esce il primo LP di musica pop di Battiato, L'era del cinghiale bianco, che ottiene un discreto riscontro commerciale. I consensi aumentano col successivo Patriots. Sempre nello stesso anno è coautore dell'album Capo nord di Alice contenente il primo vero successo commerciale firmato Battiato-Pio: Il vento caldo dell'estate. Ulteriore conferma arrivò nel 1981 con La voce del padrone, pietra miliare della musica leggera italiana, che decretò l'abilità compositiva dei due: fu infatti il primo long playing a superare il traguardo del milione di copie vendute in Italia. Tra i brani entrati nella cultura popolare si ricorda; Centro di gravità permanente, Cuccurucucu, Bandiera bianca. Il disco restò al primo posto in classifica per diciotto settimane non consecutive fino all'ottobre del 1982 per cedere il posto al successivo album L'arca di Noè. Da questo periodo in avanti la collaborazione tra i due musicisti portò a inanellare continui successi: compongono e producono l'album Alice, contenente Per Elisa, brano vincitore del festival di Sanremo 1981; oltre a questo, un altro grande successo fu Una notte speciale, che entrò in classifica in Germania restandoci per due anni. È la volta poi di Energie pubblicato nell'ottobre 1981 per Giuni Russo diventato anche questo pietra miliare della musica italiana. Nello stesso anno Pio abbandona definitivamente il suo posto in RAI per dedicarsi completamente alla musica leggera, pubblicando l'anno seguente Legione straniera, album di pop strumentale per cui viene realizzato anche un videoclip del brano principale. A quest'ultimo seguirà un secondo singolo Ostinato, utilizzato come sigla del programma televisivo Sereno variabile. Eseguirà le musiche di questo disco come apri concerto della tournée de La voce del padrone. 

Giusto Pio e Franco Battiato negli anni '80

Compone con Battiato i pezzi per l'album Milva e dintorni fra i quali spicca la splendida Alexanderplatz, divenuto un grande successo della cantante. Collabora anche al disco Azimut di Alice componendo con Battiato un altro grande successo: Messaggio. È la volta poi di Un'estate al mare: entrò in classifica il 7 agosto 1982 per restarci fino al 20 novembre dello stesso anno, salendo di giorno in giorno fino ai vertici della Top Ten. Compone con Battiato, L'arca di Noè, che superò presto il mezzo milione di dischi, portandosi in prima posizione della classifica; tra i brani più significativi: Radio Varsavia e Voglio vederti danzare. Nel 1983 esce l'album Restoration, dalle sonorità più elettroniche rispetto al precedente, ottenendo ottimi riscontri. Il disco contiene, tra gli altri, anche il brano Rodolfo Valentino proposto lo stesso anno alla cantante Farida che lo incise assieme ad Oceano Indiano per il relativo singolo. Parallelamente esce Orizzonti perduti e partecipa poi al disco Vox, di Giuni Russo, firmando con Battiato il singolo Good Good Bye/Post moderno. Per Sibilla compone Oppio, portata a Sanremo 1983, oltre ai brani Sud Africa, Alta tensione, Svegliami e Sex appeal to Europe, i quali dovevano far parte, con Plaisir d'amour di un album prodotto dal duo Battiato-Pio, ma mai realizzato a causa dal calo di interesse del pubblico per la cantante, dovuto probabilmente all'esecuzione poco soddisfacente di Sanremo (forse imputabile ad un disguido tecnico). Nell'aprile dell'84 Alice e Battiato rappresentarono l'Italia all'Eurofestival con il brano I treni di Tozeur, ottenendo il quinto posto; il brano venne pubblicato nel singolo I treni di Tozeur/Le biciclette di Forlì che entrò nell'hit parade di diversi paesi europei, raggiungendo la terza posizione della classifica italiana. Nello stesso periodo Pio e Battiato collaborano al disco Una donna tutta sbagliata di Ombretta Colli, poco dopo esce il singolo Auto-motion utilizzato come sigla per il programma di divulgazione scientifica Chip. Nell'85 compone e arrangia insieme all'amico Mondi Lontanissimi. Nello stesso anno Battiato comincia a lavorare alla sua prima opera intitolata Genesi: Giusto Pio pur non comparendo nei crediti, collabora proficuamente alla composizione e ne dirige l'orchestra nelle varie rappresentazioni. Nel 1988 firma gli arrangiamenti dell'album Fisiognomica. Nel 1989 con Battiato tiene un concerto in Vaticano alla presenza di papa Giovanni Paolo II. Nel 1990 Battiato e Pio compongono le musiche della tragedia I Persiani, per la regia di Mario Martone. L'anno successivo esce Come un cammello in una grondaia, Pio oltre a curarne arrangiamenti e direzione d'orchestra è coautore di tutti i brani: Battiato per la composizione si trasferisce a casa della madre di Pio a Castelfranco Veneto. Tra il '91 e il '92 Pio e Battiato compongono le musiche per lo spettacolo teatrale Il giorno della civetta, tratto dal libro di Leonardo Sciascia, adattato per il teatro da Giancarlo Sbragia, per la regia di Melo Freni . Nel 1992 partecipano al Concerto di Baghdad, presso il Teatro Nazionale, un evento che faceva parte dell'iniziativa umanitaria per l'infanzia irachena "Un ponte per Baghdad". Nello stesso periodo collabora all'opera in due atti Gilgamesh. Nel '94 prende parte all'opera Messa Arcaica dirigendone l'orchestra durante alcune rappresentazioni live. Dall'anno successivo Pio smette di seguire Battiato nei suoi concerti, per non risultare una «palla al piede», dato l'avanzare dell'età. Rimarrà comunque immutato il loro rapporto di profonda amicizia e stima reciproca. Torna un'ultima volta a dirigere la sua orchestra durante il Festival di Sanremo del 1999, durante il quale Battiato canta fuori gara Shock in My Town, Il mantello e la spiga e Vite parallele.

### La carriera da solista e il ritiro dalle scene
Nel 1987 pubblica Note, il suo ultimo album di musica pop, che abbandona i tratti rock dei due lavori precedenti per una musica più calma e riflessiva. L'anno seguente esce Alla corte di Nefertiti, che sancisce il ritorno di Pio alla musica sperimentale, con nuove influenze new age. Nel 1989 scrive le musiche per il film Un uomo di razza di Bruno Rasia. Nel 1990 è la volta dell'album Attraverso i cieli, lavoro ispirato dalla strage di Tienanmen, e nel 1995 di Missa populi, dedicata al pontefice Giovanni Paolo II, figura profondamente ammirata dal musicista, convinto cattolico.
Dopo la Missa, Pio decide di ritirarsi dal mercato discografico, continuando a comporre nel privato e per alcune mostre d'arte. Lavori inediti di questi anni comprendono la colonna sonora allo spettacolo teatrale Me Dea, la musica d'accompagnamento alla mostra Per un altro futuro e il divertissement Preludio e morte del solfeggio. Si dedica anche alla pittura, con l'obiettivo di rappresentare visivamente la sua musica.
Una figura artistica che stima particolarmente è il pittore e poeta Masi Simonetti, alle cui opere dedica diverse composizioni, tra cui Ou est donc?, La morte del poeta e Sua maestà il Pelmo. Instaura anche un sodalizio con lo scultore friulano Romano Abate, per le cui mostre compone i brani Mater dolorosa e Stratifonia.
Nel 2000 viene contattato dalla fondazione Villa Benzi Zecchini di Caerano di San Marco per realizzare le musiche d'accompagnamento alla mostra dell'artista Bruno Gripari, Le vie dell'oro, che verranno poi commercializzate su CD. Il 6 maggio 2003 al Teatro Accademico di Castelfranco Veneto riceve dal Rotary Club il premio "Paul Harris Fellow". Negli anni seguenti compone due opere sacre, Trittico e Il cammino della croce.
L'11 gennaio 2011, in occasione del suo 85º compleanno, viene presentata la biografia Dedicato a Giusto Pio, pubblicata nel 2010 da Zanetti Editore, da una proposta della fondazione Villa Benzi Zecchini. Il libro è accompagnato da un CD nel quale è presente la Dolomiti Suite, eseguita dalla nuova banda di Castelfranco Veneto e in seguito proposta all'UNESCO come inno ufficiale delle Dolomiti. A fine anno vengono inseriti i suoi ultimi due inediti, Centro di accoglienza e Clandestino, nel CD allegato al volume Suoni versi colori sapori, realizzato per una rassegna d'arte.
Nel 2011 rilascia un'intervista, registrata anche in video, al sito Musicletter.it e nel 2012 la sua ultima intervista a Il Giornale della Musica.

### Morte
Il 12 febbraio 2017 muore a Castelfranco Veneto all'età di 91 anni.

## Discografia

### Album in studio
- 1979 – Motore immobile
- 1982 – Legione straniera
- 1983 – Restoration
- 1987 – Note
- 1988 – Alla corte di Nefertiti
- 1990 – Attraverso i cieli (pubblicato anche come Utopie)
- 1995 – Missa populi
- 2000 – Le vie dell'oro
- 2010 – Dolomiti Suite

### Singoli
- 1982 – Legione straniera/Giardino segreto
- 1984 – Auto-motion/Auto-motion (strumentale)

### Partecipazioni
- 1999 – AA.VV. Demetrio e dintorni, con il brano Exhibition
- 2011 – AA.VV. Suoni versi colori sapori, con i brani Centro di accoglienza e Clandestino

### Brani composti per altri interpreti
| Titolo                             | Anno | Interprete             | Pubblicazione                            | Autore/i del testo                                 | Autore/i della musica                                          | Arrangiatore/i                                                |
| ---------------------------------- | ---- | ---------------------- | ---------------------------------------- | -------------------------------------------------- | -------------------------------------------------------------- | ------------------------------------------------------------- |
| La solfa del destino               | 1978 | Ombretta Colli         | Pop Star/La solfa del destino            | Franco Battiato, Ombretta Colli                    | Franco Battiato, Giusto Pio                                    | Franco Battiato, Giusto Pio                                   |
| Adieu                              | 1978 | Astra                  | Adieu/San Marco                          | Franco Battiato                                    | Franco Battiato, Giusto Pio                                    | Franco Battiato, Giusto Pio                                   |
| San Marco                          | 1978 | Astra                  | Adieu/San Marco                          | Franco Battiato                                    | Franco Battiato, Giusto Pio                                    | Franco Battiato, Giusto Pio                                   |
| Valery                             | 1979 | Alfredo Cohen          | Valery/Roma                              | Franco Battiato, Alfredo Cohen                     | Franco Battiato, Giusto Pio                                    | Franco Battiato, Giusto Pio                                   |
| Roma                               | 1979 | Alfredo Cohen          | Valery/Roma                              | Alfredo Cohen                                      | Franco Battiato, Giusto Pio                                    | Franco Battiato, Giusto Pio                                   |
| Canterai se canterò                | 1979 | Catherine Spaak        | Pasticcio/Canterai se canterò            | Franco Battiato, Michele Pecora                    | Franco Battiato, Giusto Pio                                    | Pinuccio Pirazzoli                                            |
| L'era del cinghiale bianco         | 1979 | Franco Battiato        | L'era del cinghiale bianco               | Franco Battiato                                    | Franco Battiato, Giusto Pio                                    | Franco Battiato, Giusto Pio                                   |
| Magic Shop                         | 1979 | Franco Battiato        | L'era del cinghiale bianco               | Franco Battiato                                    | Franco Battiato, Giusto Pio                                    | Franco Battiato, Giusto Pio                                   |
| Strade dell'Est                    | 1979 | Franco Battiato        | L'era del cinghiale bianco               | Franco Battiato                                    | Franco Battiato, Giusto Pio                                    | Franco Battiato, Giusto Pio                                   |
| Luna indiana                       | 1979 | Franco Battiato        | L'era del cinghiale bianco               |                                                    | Franco Battiato, Giusto Pio                                    | Franco Battiato, Giusto Pio                                   |
| Il re del mondo                    | 1979 | Franco Battiato        | L'era del cinghiale bianco               | Franco Battiato                                    | Franco Battiato, Giusto Pio                                    | Franco Battiato, Giusto Pio                                   |
| Pasqua etiope                      | 1979 | Franco Battiato        | L'era del cinghiale bianco               | Franco Battiato                                    | Franco Battiato, Giusto Pio                                    | Franco Battiato, Giusto Pio                                   |
| Stranizza d'amuri                  | 1979 | Franco Battiato        | L'era del cinghiale bianco               | Franco Battiato                                    | Franco Battiato, Giusto Pio                                    | Franco Battiato, Giusto Pio                                   |
| Up Patriots to Arms                | 1980 | Franco Battiato        | Patriots                                 | Franco Battiato                                    | Franco Battiato, Giusto Pio                                    | Franco Battiato, Giusto Pio                                   |
| Venezia-Istanbul                   | 1980 | Franco Battiato        | Patriots                                 | Franco Battiato                                    | Franco Battiato, Giusto Pio                                    | Franco Battiato, Giusto Pio                                   |
| Le aquile                          | 1980 | Franco Battiato        | Patriots                                 | Fleur Jaeggy                                       | Franco Battiato, Giusto Pio                                    | Franco Battiato, Giusto Pio                                   |
| Prospettiva Nevski                 | 1980 | Franco Battiato        | Patriots                                 | Franco Battiato                                    | Franco Battiato, Giusto Pio                                    | Franco Battiato, Giusto Pio                                   |
| Arabian Song                       | 1980 | Franco Battiato        | Patriots                                 | Franco Battiato                                    | Franco Battiato, Giusto Pio                                    | Franco Battiato, Giusto Pio                                   |
| Frammenti                          | 1980 | Franco Battiato        | Patriots                                 | Franco Battiato                                    | Franco Battiato, Giusto Pio                                    | Franco Battiato, Giusto Pio                                   |
| Passaggi a livello                 | 1980 | Franco Battiato        | Patriots                                 | Franco Battiato                                    | Franco Battiato, Giusto Pio                                    | Franco Battiato, Giusto Pio                                   |
| Il vento caldo dell'estate         | 1980 | Alice                  | Capo Nord                                | Franco Battiato, Alice Visconti                    | Franco Battiato, Francesco Messina, Giusto Pio                 | Franco Battiato, Giusto Pio                                   |
| Bazar                              | 1980 | Alice                  | Capo Nord                                | Alice Visconti                                     | Franco Battiato, Giusto Pio                                    | Franco Battiato, Giusto Pio                                   |
| Lenzuoli bianchi                   | 1980 | Alice                  | Capo Nord                                | Alice Visconti                                     | Franco Battiato, Giusto Pio, Alice Visconti                    | Franco Battiato, Giusto Pio                                   |
| Sera                               | 1980 | Alice                  | Capo Nord                                | Alice Visconti                                     | Franco Battiato, Giusto Pio, Alice Visconti                    | Franco Battiato, Giusto Pio                                   |
| Bael                               | 1980 | Alice                  | Capo Nord                                | Alice Visconti                                     | Franco Battiato, Giusto Pio                                    | Franco Battiato, Giusto Pio                                   |
| Rumba Rock                         | 1980 | Alice                  | Capo Nord                                | Alice Visconti                                     | Franco Battiato, Giusto Pio                                    | Franco Battiato, Giusto Pio                                   |
| Guerriglia urbana                  | 1980 | Alice                  | Capo Nord                                | Franco Battiato, Alice Visconti                    | Franco Battiato, Giusto Pio                                    | Franco Battiato, Giusto Pio                                   |
| Per Elisa                          | 1981 | Alice                  | Alice                                    | Franco Battiato, Alice Visconti                    | Franco Battiato, Giusto Pio                                    | Franco Battiato, Giusto Pio                                   |
| A te                               | 1981 | Alice                  | Alice                                    | Alice Visconti                                     | Franco Battiato, Giusto Pio, Alice Visconti                    | Franco Battiato, Giusto Pio                                   |
| Non ti confondere amico            | 1981 | Alice                  | Alice                                    | Alice Visconti                                     | Franco Battiato, Giusto Pio, Alice Visconti                    | Franco Battiato, Giusto Pio                                   |
| Una notte speciale                 | 1981 | Alice                  | Alice                                    | Alice Visconti                                     | Franco Battiato, Giusto Pio, Alice Visconti                    | Franco Battiato, Giusto Pio                                   |
| Senza cornice                      | 1981 | Alice                  | Alice                                    | Alice Visconti                                     | Franco Battiato, Giusto Pio, Alice Visconti                    | Franco Battiato, Giusto Pio                                   |
| Momenti d'ozio                     | 1981 | Alice                  | Alice                                    | Alice Visconti                                     | Franco Battiato, Francesco Messina, Giusto Pio, Alice Visconti | Franco Battiato, Giusto Pio                                   |
| Tramonto urbano                    | 1981 | Alice                  | Alice                                    | Alice Visconti                                     | Franco Battiato, Giusto Pio, Alice Visconti                    | Franco Battiato, Giusto Pio                                   |
| Lettera al governatore della Libia | 1981 | Giuni Russo            | Energie                                  | Franco Battiato                                    | Franco Battiato, Giusto Pio                                    | Franco Battiato, Giusto Pio                                   |
| Crisi metropolitana                | 1981 | Giuni Russo            | Energie                                  | Franco Battiato                                    | Franco Battiato, Giusto Pio, Giuni Russo, Maria A. Sisini      | Franco Battiato, Giusto Pio                                   |
| Atmosfera                          | 1981 | Giuni Russo            | Energie                                  | Franco Battiato                                    | Franco Battiato, Giusto Pio                                    | Franco Battiato, Giusto Pio                                   |
| Una vipera sarò                    | 1981 | Giuni Russo            | Energie                                  | Franco Battiato                                    | Franco Battiato, Giusto Pio, Giuni Russo, Maria A. Sisini      | Franco Battiato, Giusto Pio                                   |
| L'attesa                           | 1981 | Giuni Russo            | Energie                                  | Franco Battiato                                    | Franco Battiato, Giusto Pio, Giuni Russo, Maria A. Sisini      | Franco Battiato, Giusto Pio                                   |
| Tappeto volante                    | 1981 | Giuni Russo            | Energie                                  | Franco Battiato                                    | Franco Battiato, Giusto Pio, Giuni Russo, Maria A. Sisini      | Franco Battiato, Giusto Pio                                   |
| Summer on a Solitary Beach         | 1981 | Franco Battiato        | La voce del padrone                      | Franco Battiato                                    | Franco Battiato, Giusto Pio                                    | Franco Battiato, Giusto Pio                                   |
| Bandiera bianca                    | 1981 | Franco Battiato        | La voce del padrone                      | Franco Battiato                                    | Franco Battiato, Giusto Pio                                    | Franco Battiato, Giusto Pio                                   |
| Gli uccelli                        | 1981 | Franco Battiato        | La voce del padrone                      | Franco Battiato                                    | Franco Battiato, Giusto Pio                                    | Franco Battiato, Giusto Pio                                   |
| Cuccurucucù                        | 1981 | Franco Battiato        | La voce del padrone                      | Franco Battiato                                    | Franco Battiato, Giusto Pio                                    | Franco Battiato, Giusto Pio                                   |
| Segnali di vita                    | 1981 | Franco Battiato        | La voce del padrone                      | Franco Battiato                                    | Franco Battiato, Giusto Pio                                    | Franco Battiato, Giusto Pio                                   |
| Centro di gravità permanente       | 1981 | Franco Battiato        | La voce del padrone                      | Franco Battiato                                    | Franco Battiato, Giusto Pio                                    | Franco Battiato, Giusto Pio                                   |
| Sentimiento nuevo                  | 1981 | Franco Battiato        | La voce del padrone                      | Franco Battiato                                    | Franco Battiato, Giusto Pio                                    | Franco Battiato, Giusto Pio                                   |
| Alexander Platz                    | 1982 | Milva                  | Milva e dintorni                         | Franco Battiato                                    | Franco Battiato, Giusto Pio                                    | Franco Battiato, Giusto Pio                                   |
| L'aeroplano                        | 1982 | Milva                  | Milva e dintorni                         | Franco Battiato                                    | Franco Battiato, Giusto Pio                                    | Franco Battiato, Giusto Pio                                   |
| Poggibonsi                         | 1982 | Milva                  | Milva e dintorni                         | Franco Battiato                                    | Franco Battiato, Giusto Pio                                    | Franco Battiato, Giusto Pio                                   |
| Non sono Butterfly                 | 1982 | Milva                  | Milva e dintorni                         | Franco Battiato                                    | Franco Battiato, Giusto Pio                                    | Franco Battiato, Giusto Pio                                   |
| Tempi moderni                      | 1982 | Milva                  | Milva e dintorni                         | Franco Battiato                                    | Franco Battiato, Giusto Pio                                    | Franco Battiato, Giusto Pio                                   |
| A cosa pensi                       | 1982 | Milva                  | Milva e dintorni                         | Massimo Gallerani                                  | Franco Battiato, Giusto Pio                                    | Franco Battiato, Giusto Pio                                   |
| Le donne                           | 1982 | Milva                  | Milva e dintorni                         | Franco Battiato                                    | Franco Battiato, Giusto Pio                                    | Franco Battiato, Giusto Pio                                   |
| La passione secondo Milva          | 1982 | Milva                  | Milva e dintorni                         | Franco Battiato                                    | Franco Battiato, Giusto Pio                                    | Franco Battiato, Giusto Pio                                   |
| In silenzio                        | 1982 | Milva                  | Milva e dintorni                         | Franco Battiato                                    | Franco Battiato, Giusto Pio                                    | Franco Battiato, Giusto Pio                                   |
| Un'estate al mare                  | 1982 | Giuni Russo            | Un'estate al mare/Bing Bang Being        | Franco Battiato                                    | Franco Battiato, Giusto Pio                                    | Franco Battiato, Giusto Pio                                   |
| Messaggio                          | 1982 | Alice                  | Messaggio/La mano                        | Franco Battiato, Alice Visconti                    | Franco Battiato, Giusto Pio                                    | Franco Battiato, Giusto Pio                                   |
| Good Goodbye                       | 1982 | Giuni Russo            | Good Goodbye/Post moderno                | Franco Battiato, Francesco Messina                 | Franco Battiato, Francesco Messina, Giusto Pio, Giuni Russo    | Franco Battiato, Giusto Pio                                   |
| Post moderno                       | 1982 | Giuni Russo            | Good Goodbye/Post moderno                | Franco Battiato                                    | Franco Battiato, Giusto Pio, Giuni Russo, Maria A. Sisini      | Franco Battiato, Giusto Pio                                   |
| Radio Varsavia                     | 1982 | Franco Battiato        | L'arca di Noè                            | Franco Battiato                                    | Franco Battiato, Giusto Pio                                    | Franco Battiato, Giusto Pio                                   |
| Clamori                            | 1982 | Franco Battiato        | L'arca di Noè                            | Tommaso Tramonti                                   | Franco Battiato, Giusto Pio                                    | Franco Battiato, Giusto Pio                                   |
| L'esodo                            | 1982 | Franco Battiato        | L'arca di Noè                            | Franco Battiato, Tommaso Tramonti                  | Franco Battiato, Giusto Pio                                    | Franco Battiato, Giusto Pio                                   |
| Scalo a Grado                      | 1982 | Franco Battiato        | L'arca di Noè                            | Franco Battiato                                    | Franco Battiato, Giusto Pio                                    | Franco Battiato, Giusto Pio                                   |
| La torre                           | 1982 | Franco Battiato        | L'arca di Noè                            | Franco Battiato                                    | Franco Battiato, Giusto Pio                                    | Franco Battiato, Giusto Pio                                   |
| New Frontiers                      | 1982 | Franco Battiato        | L'arca di Noè                            | Franco Battiato                                    | Franco Battiato, Giusto Pio                                    | Franco Battiato, Giusto Pio                                   |
| Voglio vederti danzare             | 1982 | Franco Battiato        | L'arca di Noè                            | Franco Battiato                                    | Franco Battiato, Giusto Pio                                    | Franco Battiato, Giusto Pio                                   |
| Sud Africa                         | 1983 | Sibilla                | Sud Africa/Alta tensione                 | Sibyl A. Mostert                                   | Franco Battiato, Giusto Pio                                    | Franco Battiato, Giusto Pio                                   |
| Oppio                              | 1983 | Sibilla                | Oppio/Svegliami                          | Franco Battiato, Fleur Jaeggy, Sibyl A. Mostert    | Franco Battiato, Giusto Pio                                    | Franco Battiato, Giusto Pio                                   |
| Svegliami                          | 1983 | Sibilla                | Oppio/Svegliami                          | Sibyl A. Mostert                                   | Franco Battiato, Giusto Pio                                    | Franco Battiato, Giusto Pio                                   |
| Sex Appeal to Europe               | 1983 | Sibilla                | Plaisir d'amour/Sex Appeal to Europe     | Sibyl A. Mostert                                   | Franco Battiato, Giusto Pio                                    | Franco Battiato, Giusto Pio                                   |
| Cocco fresco, cocco bello          | 1983 | Ombretta Colli         | Cocco fresco, cocco bello/Evaristo       | Franco Battiato, Ombretta Colli, Francesco Messina | Franco Battiato, Giusto Pio                                    | Franco Battiato, Giusto Pio                                   |
| Evaristo                           | 1983 | Ombretta Colli         | Cocco fresco, cocco bello/Evaristo       | Franco Battiato, Ombretta Colli                    | Franco Battiato, Giusto Pio                                    | Franco Battiato, Giusto Pio                                   |
| Zone depresse                      | 1983 | Franco Battiato        | Orizzonti perduti                        | Franco Battiato                                    | Franco Battiato, Giusto Pio                                    | Franco Battiato, Giusto Pio                                   |
| Un'altra vita                      | 1983 | Franco Battiato        | Orizzonti perduti                        | Franco Battiato                                    | Franco Battiato, Giusto Pio                                    | Franco Battiato, Giusto Pio                                   |
| Gente in progresso                 | 1983 | Franco Battiato        | Orizzonti perduti                        | Franco Battiato                                    | Franco Battiato, Giusto Pio                                    | Franco Battiato, Giusto Pio                                   |
| Campane tibetane                   | 1983 | Franco Battiato        | Orizzonti perduti                        | Franco Battiato                                    | Franco Battiato, Giusto Pio                                    | Franco Battiato, Giusto Pio                                   |
| Milano d'estate                    | 1984 | Ombretta Colli         | Milano d'estate/Luigi e gli americani    | Ombretta Colli, Saro Cosentino                     | Franco Battiato, Giusto Pio                                    | Franco Battiato, Giusto Pio                                   |
| I treni di Tozeur                  | 1984 | Alice, Franco Battiato | I treni di Tozeur/Le biciclette di Forlì | Franco Battiato, Saro Cosentino                    | Franco Battiato, Giusto Pio                                    | Franco Battiato, Giusto Pio                                   |
| Risveglio di primavera             | 1985 | Franco Battiato        | Mondi lontanissimi                       | Franco Battiato                                    | Franco Battiato, Giusto Pio                                    | Franco Battiato, Giusto Pio                                   |
| No Time No Space                   | 1985 | Franco Battiato        | Mondi lontanissimi                       | Franco Battiato, Saro Cosentino                    | Franco Battiato, Giusto Pio                                    | Franco Battiato, Giusto Pio                                   |
| Temporary Road                     | 1985 | Franco Battiato        | Mondi lontanissimi                       | Franco Battiato                                    | Franco Battiato, Giusto Pio                                    | Franco Battiato, Giusto Pio                                   |
| Una storia inventata               | 1989 | Milva                  | Svegliando l'amante che dorme            | Franco Battiato                                    | Franco Battiato, Giusto Pio                                    | Franco Battiato, Ricky Belloni, Filippo Destrieri, Giusto Pio |
| Come un cammello in una grondaia   | 1991 | Franco Battiato        | Come un cammello in una grondaia         | Franco Battiato                                    | Franco Battiato, Giusto Pio                                    | Franco Battiato, Giusto Pio                                   |
| Le sacre sinfonie del tempo        | 1991 | Franco Battiato        | Come un cammello in una grondaia         | Franco Battiato                                    | Franco Battiato, Giusto Pio                                    | Franco Battiato, Giusto Pio                                   |
| Povera patria                      | 1991 | Franco Battiato        | Come un cammello in una grondaia         | Franco Battiato                                    | Franco Battiato, Giusto Pio                                    | Franco Battiato, Giusto Pio                                   |
| L'ombra della luce                 | 1991 | Franco Battiato        | Come un cammello in una grondaia         | Franco Battiato                                    | Franco Battiato, Giusto Pio                                    | Franco Battiato, Giusto Pio                                   |

### Brani arrangiati per altri interpreti
| Titolo                            | Anno | Interprete         | Pubblicazione                             | Autore/i del testo                                   | Autore/i della musica           | Arrangiatore/i                                                |
| --------------------------------- | ---- | ------------------ | ----------------------------------------- | ---------------------------------------------------- | ------------------------------- | ------------------------------------------------------------- |
| Pop Star                          | 1978 | Ombretta Colli     | Pop Star/La solfa del destino             | Ombretta Colli                                       | Fabio Pianigiani                | Franco Battiato, Giusto Pio                                   |
| Introduzione                      | 1978 | Giorgio Gaber      | Polli di allevamento                      | Giorgio Gaber, Sandro Luporini                       | Giorgio Gaber                   | Franco Battiato, Giusto Pio                                   |
| Timide variazioni                 | 1978 | Giorgio Gaber      | Polli di allevamento                      | Giorgio Gaber, Sandro Luporini                       | Giorgio Gaber                   | Franco Battiato, Giusto Pio                                   |
| Chissà nel socialismo             | 1978 | Giorgio Gaber      | Polli di allevamento                      | Giorgio Gaber, Sandro Luporini                       | Giorgio Gaber                   | Franco Battiato, Giusto Pio                                   |
| Prima dell'amore                  | 1978 | Giorgio Gaber      | Polli di allevamento                      | Giorgio Gaber, Sandro Luporini                       | Giorgio Gaber                   | Franco Battiato, Giusto Pio                                   |
| L'esperienza                      | 1978 | Giorgio Gaber      | Polli di allevamento                      | Giorgio Gaber, Sandro Luporini                       | Giorgio Gaber                   | Franco Battiato, Giusto Pio                                   |
| La pistola                        | 1978 | Giorgio Gaber      | Polli di allevamento                      | Giorgio Gaber, Sandro Luporini                       | Giorgio Gaber                   | Franco Battiato, Giusto Pio                                   |
| I padri miei                      | 1978 | Giorgio Gaber      | Polli di allevamento                      | Giorgio Gaber, Sandro Luporini                       | Giorgio Gaber                   | Franco Battiato, Giusto Pio                                   |
| I padri tuoi                      | 1978 | Giorgio Gaber      | Polli di allevamento                      | Giorgio Gaber, Sandro Luporini                       | Giorgio Gaber                   | Franco Battiato, Giusto Pio                                   |
| Gli oggetti                       | 1978 | Giorgio Gaber      | Polli di allevamento                      | Giorgio Gaber, Sandro Luporini                       | Giorgio Gaber                   | Franco Battiato, Giusto Pio                                   |
| La festa                          | 1978 | Giorgio Gaber      | Polli di allevamento                      | Giorgio Gaber, Sandro Luporini                       | Giorgio Gaber                   | Franco Battiato, Giusto Pio                                   |
| Situazione donna                  | 1978 | Giorgio Gaber      | Polli di allevamento                      | Giorgio Gaber, Sandro Luporini                       | Franco Battiato                 | Franco Battiato, Giusto Pio                                   |
| Eva non è ancora nata             | 1978 | Giorgio Gaber      | Polli di allevamento                      | Giorgio Gaber, Sandro Luporini                       | Giorgio Gaber                   | Franco Battiato, Giusto Pio                                   |
| Dopo l'amore                      | 1978 | Giorgio Gaber      | Polli di allevamento                      | Giorgio Gaber, Sandro Luporini                       | Giorgio Gaber                   | Franco Battiato, Giusto Pio                                   |
| L'uomo non è fatto per stare solo | 1978 | Giorgio Gaber      | Polli di allevamento                      | Giorgio Gaber, Sandro Luporini                       | Giorgio Gaber                   | Franco Battiato, Giusto Pio                                   |
| Polli di allevamento              | 1978 | Giorgio Gaber      | Polli di allevamento                      | Giorgio Gaber, Sandro Luporini                       | Giorgio Gaber                   | Franco Battiato, Giusto Pio                                   |
| Il palazzo                        | 1978 | Giorgio Gaber      | Polli di allevamento                      | Giorgio Gaber, Sandro Luporini                       | Giorgio Gaber                   | Franco Battiato, Giusto Pio                                   |
| Salviamo 'sto paese               | 1978 | Giorgio Gaber      | Polli di allevamento                      | Giorgio Gaber, Sandro Luporini                       | Giorgio Gaber                   | Franco Battiato, Giusto Pio                                   |
| Guardatemi bene                   | 1978 | Giorgio Gaber      | Polli di allevamento                      | Giorgio Gaber, Sandro Luporini                       | Giorgio Gaber                   | Franco Battiato, Giusto Pio                                   |
| Quando è moda è moda              | 1978 | Giorgio Gaber      | Polli di allevamento                      | Giorgio Gaber, Sandro Luporini                       | Giorgio Gaber                   | Franco Battiato, Giusto Pio                                   |
| Finale                            | 1978 | Giorgio Gaber      | Polli di allevamento                      | Giorgio Gaber, Sandro Luporini                       | Giorgio Gaber                   | Franco Battiato, Giusto Pio                                   |
| Non ci sono più uomini            | 1979 | Ombretta Colli     | Non ci sono più uomini/Sono ancora viva   | Sandro Luporini                                      | Giorgio Gaber                   | Franco Battiato, Giusto Pio                                   |
| Sono ancora viva                  | 1979 | Ombretta Colli     | Non ci sono più uomini/Sono ancora viva   | Sandro Luporini                                      | Giorgio Gaber                   | Franco Battiato, Giusto Pio                                   |
| Sarà                              | 1980 | Alice              | Capo Nord                                 | Alice Visconti                                       | Alice Visconti                  | Franco Battiato, Giusto Pio                                   |
| Una sera di novembre              | 1980 | Alice              | Capo Nord                                 | Alice Visconti                                       | Alice Visconti                  | Franco Battiato, Giusto Pio                                   |
| Non devi avere paura              | 1981 | Alice              | Alice                                     | Alice Visconti                                       | Alice Visconti                  | Franco Battiato, Giusto Pio                                   |
| Il sole di Austerlitz             | 1981 | Giuni Russo        | Energie                                   | Franco Battiato                                      | Franco Battiato, Alberto Radius | Franco Battiato, Giusto Pio                                   |
| L'addio                           | 1981 | Giuni Russo        | Energie                                   | Franco Battiato, Ippolita Avalli                     | Mino Di Martino                 | Franco Battiato, Giusto Pio                                   |
| Bing Bang Being                   | 1982 | Giuni Russo        | Un'estate al mare/Bing Bang Being         | Tommaso Tramonti                                     | Giuni Russo, Maria A. Sisini    | Franco Battiato, Giusto Pio                                   |
| Angeli e dinosauri                | 1982 | Terra Di Benedetto | Angeli e dinosauri/Silenzio il tempo gira | Gianfranco Baldazzi, Terra Di Benedetto              | Mino Di Martino                 | Franco Battiato, Giusto Pio                                   |
| Alta tensione                     | 1983 | Sibilla            | Sud Africa/Alta tensione                  | Sibyl A. Mostert                                     | Sibyl A. Mostert                | Franco Battiato, Giusto Pio                                   |
| Plaisir d'amour                   | 1983 | Sibilla            | Plaisir d'amour/Sex Appeal to Europe      | Jean-Pierre Claris de Florian                        | Jean-Paul-Égide Martini         | Franco Battiato, Giusto Pio                                   |
| La stagione dell'amore            | 1983 | Franco Battiato    | Orizzonti perduti                         | Franco Battiato                                      | Franco Battiato                 | Franco Battiato, Giusto Pio                                   |
| Tramonto occidentale              | 1983 | Franco Battiato    | Orizzonti perduti                         | Franco Battiato, Fleur Jaeggy                        | Franco Battiato                 | Franco Battiato, Giusto Pio                                   |
| Mal d'Africa                      | 1983 | Franco Battiato    | Orizzonti perduti                         | Franco Battiato                                      | Franco Battiato                 | Franco Battiato, Giusto Pio                                   |
| La musica è stanca                | 1983 | Franco Battiato    | Orizzonti perduti                         | Franco Battiato, Tommaso Tramonti                    | Franco Battiato                 | Franco Battiato, Giusto Pio                                   |
| Le biciclette di Forlì            | 1984 | Alice              | I treni di Tozeur/Le biciclette di Forlì  |                                                      | Alice Visconti                  | Franco Battiato, Giusto Pio                                   |
| Via Lattea                        | 1985 | Franco Battiato    | Mondi lontanissimi                        | Franco Battiato                                      | Franco Battiato                 | Franco Battiato, Giusto Pio                                   |
| Personal Computer                 | 1985 | Franco Battiato    | Mondi lontanissimi                        | Franco Battiato, Saro Cosentino                      | Franco Battiato                 | Franco Battiato, Giusto Pio                                   |
| Chan-son egocentrique             | 1985 | Franco Battiato    | Mondi lontanissimi                        | Franco Battiato, Francesco Messina, Tommaso Tramonti | Franco Battiato                 | Franco Battiato, Giusto Pio                                   |
| L'animale                         | 1985 | Franco Battiato    | Mondi lontanissimi                        | Franco Battiato                                      | Franco Battiato                 | Franco Battiato, Giusto Pio                                   |
| Vorrei svegliarti                 | 1985 | Eugenio Finardi    | Colpi di fulmine                          | Eugenio Finardi                                      | Danilo Madonia                  | Franco Battiato, Giusto Pio                                   |
| Nómadas                           | 1987 | Franco Battiato    | Nómadas                                   | Juri Camisasca                                       | Juri Camisasca                  | Franco Battiato, Giusto Pio                                   |
| Fisiognomica                      | 1988 | Franco Battiato    | Fisiognomica                              | Franco Battiato                                      | Franco Battiato                 | Franco Battiato, Giusto Pio                                   |
| E ti vengo a cercare              | 1988 | Franco Battiato    | Fisiognomica                              | Franco Battiato                                      | Franco Battiato                 | Franco Battiato, Giusto Pio                                   |
| Veni l'autunnu                    | 1988 | Franco Battiato    | Fisiognomica                              | Franco Battiato                                      | Franco Battiato                 | Franco Battiato, Giusto Pio                                   |
| Secondo imbrunire                 | 1988 | Franco Battiato    | Fisiognomica                              | Franco Battiato                                      | Franco Battiato                 | Franco Battiato, Giusto Pio                                   |
| Zai saman                         | 1988 | Franco Battiato    | Fisiognomica                              | Franco Battiato                                      | Franco Battiato                 | Franco Battiato, Giusto Pio                                   |
| Il mito dell'amore                | 1988 | Franco Battiato    | Fisiognomica                              | Franco Battiato                                      | Franco Battiato                 | Franco Battiato, Giusto Pio                                   |
| L'oceano di silenzio              | 1988 | Franco Battiato    | Fisiognomica                              | Franco Battiato, Fleur Jaeggy                        | Franco Battiato                 | Franco Battiato, Giusto Pio                                   |
| I processi del pensiero           | 1989 | Milva              | Svegliando l'amante che dorme             | Franco Battiato, Juri Camisasca                      | Franco Battiato                 | Ricky Belloni, Filippo Destrieri, Franco Battiato, Giusto Pio |
| Potemkin                          | 1989 | Milva              | Svegliando l'amante che dorme             | Juri Camisasca                                       | Juri Camisasca                  | Ricky Belloni, Filippo Destrieri, Franco Battiato, Giusto Pio |
| Le vittime del cuore              | 1989 | Milva              | Svegliando l'amante che dorme             | Franco Battiato                                      | Franco Battiato                 | Ricky Belloni, Filippo Destrieri, Franco Battiato, Giusto Pio |
| La piramide di Cheope             | 1989 | Milva              | Svegliando l'amante che dorme             | Franco Battiato, Fleur Jaeggy                        | Franco Battiato                 | Ricky Belloni, Filippo Destrieri, Franco Battiato, Giusto Pio |
| Angelo del Rock                   | 1989 | Milva              | Svegliando l'amante che dorme             | Juri Camisasca                                       | Juri Camisasca                  | Ricky Belloni, Filippo Destrieri, Franco Battiato, Giusto Pio |

### Supervisione artistica
- 1986 - Degada Saf – Trocadero/Love is Mexico
- 1990 - Lucio Quarantotto – L'ultima nuvola sui cieli d'Italia
- 1993 - Gloria Mundi – Movimenti celesti
- 1994 - Claudio Corradini & Gloria Mundi – Evviva
- 1997 - Laura Leal – Shallabricche
- 2011 - Cinzia Fontana - Il senso del respiro
- 2012 - Walter Bertolo -Trittico

## Video musicali
- 1982 – Legione straniera, di Franco Battiato e Giusto Pio
- 1983 – Restoration, di Franco Battiato e Giusto Pio
- 1984 – Auto-motion, di Italo Clerici, Dante Mauri e Paolo Tavernini, come sigla del programma Chip
- 2005 – Trittico, di Giusto Pio

### Apparizioni in videoclip di Franco Battiato
- 1979 – L'era del cinghiale bianco
- 1980 – Up Patriots to Arms
- 1981 – Bandiera bianca
- 1985 – No Time No Space
- 1991 – Povera patria
- 1991 – Come un cammello in una grondaia
- 1991 – L'ombra della luce